# Радослав Сухий
Радослав Сухий (словац. Radoslav Suchý; 7 квітня 1976, м. Кежмарок, ЧССР) — словацький хокеїст, захисник. 
Вихованець хокейної школи ХК «Попрад». Виступав за ХК «Попрад», «Шербрук Фоконс» (QMJHL), «Чікутімі Сагененс» (QMJHL), «Лас-Вегас Тандер» (ІХЛ), «Спрингфілд Фелконс» (АХЛ), «Фінікс Койотс», «Колумбус Блю-Джекетс», «ЦСК Лайонс», «Авангард» (Омськ), ХК «Попрад», «Ліптовський Мікулаш».
В чемпіонатах НХЛ — 451 матчів (13 голів, 58 передач), у турнірах Кубка Стенлі — 10 матчів (1 гол, 1 передача).
У складі національної збірної Словаччини провів 47 матчів (1 гол); учасник зимових Олімпійських ігор 2006, учасник чемпіонатів світу 2000, 2004 і 2005, учасник Кубка світу 2004.
Досягнення
- Срібний призер чемпіонату світу (2000), бронзовий призер (2003)
- Чемпіон Швейцарії (2008)
- Срібний призер чемпіонату Словаччини (2011)
- Переможець Ліги чемпіонів (2009)
- Володар Кубка Вікторії (2009).